# دين وايتهيد
دين وايتهيد (بالإنجليزية: Dean Whitehead)‏ (مواليد 21 يناير 1982 في أبينغدون - إنجلترا) لاعب كرة قدم إنجليزي يلعب حاليا لصالح نادي الدرجة الممتازة ستوك سيتي الإنجليزي منذ 2009 في مركز الوسط المحوري كما يجيد اللعب في مركز الظهير .

## روابط خارجية
- دين وايتهيد على موقع قاعدة بيانات كرة القدم.إي يو (الإنجليزية)
- دين وايتهيد على موقع Soccerbase.com (لاعب) (الإنجليزية)
- دين وايتهيد على موقع Soccerway.com (الإنجليزية)
- دين وايتهيد على موقع عالم كرة القدم.نت (الإنجليزية)
- دين وايتهيد على موقع كووورة
- دين وايتهيد على موقع AS.com (الإسبانية)